# Nyctitheriidae
I nittiteridi (Nyctitheriidae) sono un gruppo di mammiferi estinti, forse insettivori, dall'incerta collocazione sistematica. Vissero tra il Paleocene superiore e l'Oligocene inferiore (circa 60 - 30 milioni di anni fa) e i loro resti fossili sono stati ritrovati in Nordamerica, Europa e forse in Asia.

## Descrizione
Questi animali avevano solitamente la taglia degli attuali toporagni, e probabilmente anche l'aspetto doveva essere simile. Come altri lipotifli primitivi, i nittiteri avevano una formula dentaria inferiore con tre incisivi, un canino, quattro premolari e tre molari. La dentatura dei nittiteri era caratterizzata da incisivi inferiori multilobati, premolari inferiori allungati, ma semplici (con l'eccezione del quarto premolare, simile a un molare), e molari inferiori con un paraconide basso, protoconide e metaconide alti, e un bacino del talonide ampio e dotato di un ipoconide acuto (Robinson, 1968; Krishtalka, 1976; Sigé, 1976).
I trigonidi dei molari inferiori erano leggermente più elevati e le cuspidi erano un po' più acute rispetto a quelli degli erinaceomorfi primitivi. I molari superiori dei nittiteri più primitivi (come Leptacodon) avevano un pattern tribosfenico piuttosto generalizzato, con tre cuspidi principali, piccoli conuli e un cingolo posterolinguale con un piccolo ipocono. I generi più derivati, come Nyctitherium e gli europei Saturninia e Amphidozotherium, possedevano un grande lobo posterolinguale con un ipocono.
Altri caratteri derivati presenti in alcuni nittiteri erano la presenza di un quarto premolare pienamente molarizzato (in Ceutholestes) e un ectolofo a forma di W sui molari superiori (in Pontifactor). Sulla base di queste caratteristiche, Ceutholestes è stato posto in una famiglia a sé stante (Rose e Gingerich, 1987) e Pontifactor è stato considerato un possibile pipistrello arcaico (Gingerich, 1987), ma è probabile che questi due generi fossero nittiteri specializzati.

## Classificazione
I nittiteridi (il cui nome significa "bestie della notte") sono noti principalmente attraverso la loro dentatura, e gran parte delle forme sono state rinvenute nel Paleocene/Eocene del Nordamerica. In Europa vi furono alcuni generi sopravvissuti nell'Oligocene, mentre resti frammentari indicano la presenza di nittiteri nel Paleocene e nell'Eocene inferiore dell'Asia centrale (Missiaen e Smith, 2005).
La famiglia Nyctitheriidae, istituita da George Gaylord Simpson nel 1928, è stata variamente attribuita agli erinaceomorfi (Robinson, 1968; Sigé, 1976) o ai soricomorfi (Butler, 1988). In effetti, i nittiteri assomigliano alle talpe e ai toporagni in alcuni dettagli della dentatura e della mandibola, e sono stati considerati il gruppo basale da cui sono derivati toporagni e talpe (Dawson e Krishtalka, 1984).
C'è anche chi ha messo in dubbio la loro appartenenza ai lipotifli e quindi agli insettivori: Hooker (2001) ha descritto ossa tarsali attribuite ai nittiteri che richiamano quelle degli scandenti e dei plesiadapiformi; ciò suggerirebbe un'appartenenza agli arconti. Ulteriori studi, basati sull'analisi di resti cranici e postcranici associati, ha indicato che i nittiteridi sarebbero a tutti gli effetti lipotifli arcaici e non euarconti, mentre un'altra famiglia di "insettivori" arcaici, gli adapisoriculidi, non sarebbe nemmeno da inserire nei veri placentali (Manz et al., 2015).

### NyctitheriidaeSimpson, 1928
- †Amphidozotheriinae  Sigé, 1976
  - †Amphidozotherium
  - †Darbonetus
  - †Paradoxonycteris
- †Asionyctiinae  Missiaen and Smith, 2005
  - †Asionyctia
  - †Bayanulanius
  - †Edzenius
  - †Oedolius
- †Eosoricodontinae  Lopatin, 2005
  - †Eosoricodon
- †Nyctitheriinae  Simpson, 1928
  - †Cryptotopos
  - †Euronyctia
  - †Leptacodon
  - †Limaconyssus?
  - †Nyctitherium
  - †Oligonyctia
  - †Plagioctenodon
  - †Saturninia
  - †Scraeva
  - †Sigenyctia
  - †Yuanqulestes?
- †Placentidentinae  Russell et al., 1973
  - †Ceutholestes
  - †Placentidens
  - †Plagioctenoides?
  - †Pontifactor
  - †Wyonycteris
- †Praolestinae  Lopatin, 2006
  - †Bumbanius
  - †Praolestes
- †Talpilestinae  Tong and Wang, 2006
  - †Talpilestes

## Paleobiologia
È probabile che i nittiteri, data la dentatura, fossero animali tipicamente insettivori. Le ossa tarsali, in ogni caso, indicano che il piede poteva essere ruotato all'indietro, un'abilità tipica dei mammiferi arboricoli.